# Sztrogoff Mihály (televíziós sorozat)
A Sztrogoff Mihály (eredeti címén: Michel Strogoff) Jules Verne azonos című regényéből 1974-ben francia-magyar-osztrák-svájci-olasz-belga-NSZK koprodukcióban készült színes, 7 részes kalandfilm-sorozat, ami 1977-ben futott először a Magyar Televízió műsorán. Rendező: Jean-Pierre Decourt. A sorozat jeleneteit Magyarországon forgatták, olyan településeken, mint Pilisborosjenő, Zebegény, Sopron, Acsád, Bodrogkeresztúr vagy Bodrogkisfalud.

## Szereplők
| Szereplő         | Színész           | Magyar hang    |
| ---------------- | ----------------- | -------------- |
| Sztrogoff Mihály | Raimund Harmstorf | Bujtor István  |
| Nadia Fedor      | Lorenza Guerrieri | Bánsági Ildikó |
| Iwan Ogareff     | Valeriu Popescu   | Kozák András   |
| Feofar Khan      | Madaras József    |                |
| Sangarre         | Rada Rassimov     | Dallos Szilvia |
| Blount           | Vernon Dobtcheff  | Kaló Flórián   |
| Jolivet          | Pierre Vernier    | Orbán Tibor    |
| Taizis           | Korbuly Péter     |                |
| Tzingos          | Kovács János      |                |
| Golovino         | Harmaczy József   |                |
| Tatár vezérek    | Polgár Géza       |                |
| Tatár vezérek    | Vogt Károly       |                |
| Márta            | Horváth Teri      |                |
| Vassili          | Szendrő Iván      |                |
| Tarras           | Ujlaki Dénes      |                |
| Fedor            | Kenderesi Tibor   |                |
| Kissof tábornok  | Patassy Tibor     |                |
| Dimitri          | Mécs Károly       |                |
| Voranzoff        | Baracsi Ferenc    |                |
| Pigassol         | Molnár Tibor      |                |
| Cár              | Tánczos Tibor     |                |
| Halász           | Bánhidi László    |                |
| Stabieme         | Zentay Ferenc     |                |

## Érdekesség
- Az 1. részben a moszkvai pályaudvar a soproni Déli pályaudvar volt. Moldova György: Akit a mozdony füstje megcsapott című könyvében az egyik riportalany megemlíti, hogy a pályaudvar várótermét nem kellett a forgatásnál átalakítani, mert nagyon korhű volt. A vlagyimiri vasútállomáson játszódó jelenetet az acsádi vasútállomáson vették fel.
- Az 1. részben látható gőzmozdony a GYSEV 17. pályaszámú gőzmozdonya volt, amely ma a budapesti Vasúttörténeti Parkban van kiállítva. A hajó a Ruthof-Érsekcsanád nevű gőzös volt, amely ma Regensburgban található múzeumhajóként.
- A címszereplőt alakító Raimund Harmstorf egyetlen harci jelenetnél sem hagyta, hogy kaszkadőr dolgozzon helyett.
- A nyugat-német verzióban az utolsó résznek hiányzik a vége (a csata és a havas jelenet után), ugyanis a ZDF koproducere nem találta megfelelőnek, továbbá a nyugat-németek 4 részes változatban adták le a sorozatot.
- A Pilisborosjenő határában felépült Egri vár több orosz város, illetve erőd díszletéül is szolgált (Omszk, Irkutszk).

## Paródia
Hofi Géza Kutatjuk a közvéleményt című 1977-es szilveszteri műsorában parodizálta a sorozat egyes jeleneteit. A paródiának az egyik érdekessége, hogy ez részben Rockenbauer Pál Afrikai örömeink című sorozatának a paródiája is volt, amelyet szintén akkortájt sugárzott először a Magyar Televízió.

## Kapcsolódó szócikk
- Sztrogof Mihály (regény)